# Casa al carrer Major, 11 (la Llacuna)
La casa al carrer Major, 11 és un edifici de la Llacuna (Anoia) inclòs a l'Inventari del Patrimoni Arquitectònic de Catalunya.

## Descripció
Casa d'un pis golfes que ha estat bastant reformada. Actualment l'entrada principal es realitza a través d'un portal d'arc rebaixat adovellat, però gairebé a la cantonada de la façana es poden veure encara les dovelles del que fou un arc de mig punt adovellat i que ara és una simple porta.
Al primer pis hi ha una balconada correguda amb porters d'un arcs motllurat, esculpit en un sol bloc de pedra.

## Història
Pels arcs de les portes del balcó potser es pot datar en els segles XVI-XVII la casa, però, pot ser més antiga i fou reformada.